# 유길상
유길상(劉吉相, 1970년 7월 1일 ~ )은 대한민국의 기업인이자 한국어교사원격평생교육원 보관됨 2021-02-27 - 웨이백 머신(원장 이순재) 대표를 2009.10월부터 2021.07월 까지 역임하였다. 인터랙티브 콘텐츠 개발사인 주식회사 오티엑스의 대표이사를 맡고 있다

## 경력
- 2005.05~2007.11 (주)대한교육중앙연구소 소장
- 2006.09~2007.08 서울장신대학교 책임연구원
- 2007.12 ~ 2009.09 오티엑스 대표이사
- 2009.10 ~ 2021.07 한국어교사원격평생교육원 대표이사
- 2021.08 ~ 오티엑스 대표이사

## 학력
- 인하대학교 인터랙티브 콘텐츠 박사

## 기타
- 2013년 대한민국 지식경영인 대상 "전문교육산업부문 대상"수상 보도자료 보기
- 2012년 대한민국 신지식 경영대상 수상 전문적인 한국어교사 양성과 학습자 중심의 평생교육프로그램 구축에 헌신하며, 양질의 교육시스템 제공 및 평생학습 활성화 선도에 기여한 공로를 높이 평가받아 '2012 대한민국 신지식 경영대상(시사투데이 주최, 주관)을 수상했다. 보도자료 보기

- 2012년 11월 16일 서울대학교 중앙도서관 건립기금 기증, 서울대학교 박지향 교수로부터 감사장 수상 보도자료 보기

- 한국자원봉사협회 표창장 수상

- 한국사회복지원격평생교육원 교수협의회 감사패 수상

## 관련인물
- 이순재 배우 한국어교사원격평생교육원 'EK티쳐'[깨진 링크(과거 내용 찾기)] 원장, 2012년 7월 취임  보도자료 보기

- 이희도 배우 한국어홍보대사, 2012년 8월 위촉  보도자료 보기

- 맹상훈 배우 한국어홍보대사, 2012년 10월 위촉  보도자료 보기

- 안진환 번역가, 기업인 한국어홍보대사, 2012년 10월 위촉  보도자료 보기

- 최진숙 국악소리가, 한국어홍보대사 2012년 10월 위촉   보도자료 보기

- 한상진 배우, 한국어홍보대사 2012년 11월 위촉  보도자료 보기[깨진 링크(과거 내용 찾기)]

- 정상 교육인, 한국어홍보대사 2012년 11월 위촉